# Bellou-le-Trichard
Bellou-le-Trichard település Franciaországban, Orne megyében. Lakosainak száma 196 fő (2022. január 1.). Bellou-le-Trichard Igé, Pouvrai, Saint-Germain-de-la-Coudre, La Chapelle-du-Bois és Nogent-le-Bernard községekkel határos.

## Népesség
A település népességének változása:
| Lakosok száma | 231  | 222  | 220  | 214  | 211  | 209  | 205  | 200  | 196  |
|               | 2013 | 2015 | 2016 | 2017 | 2018 | 2019 | 2020 | 2021 | 2022 |